# العين (أبو ظبي)

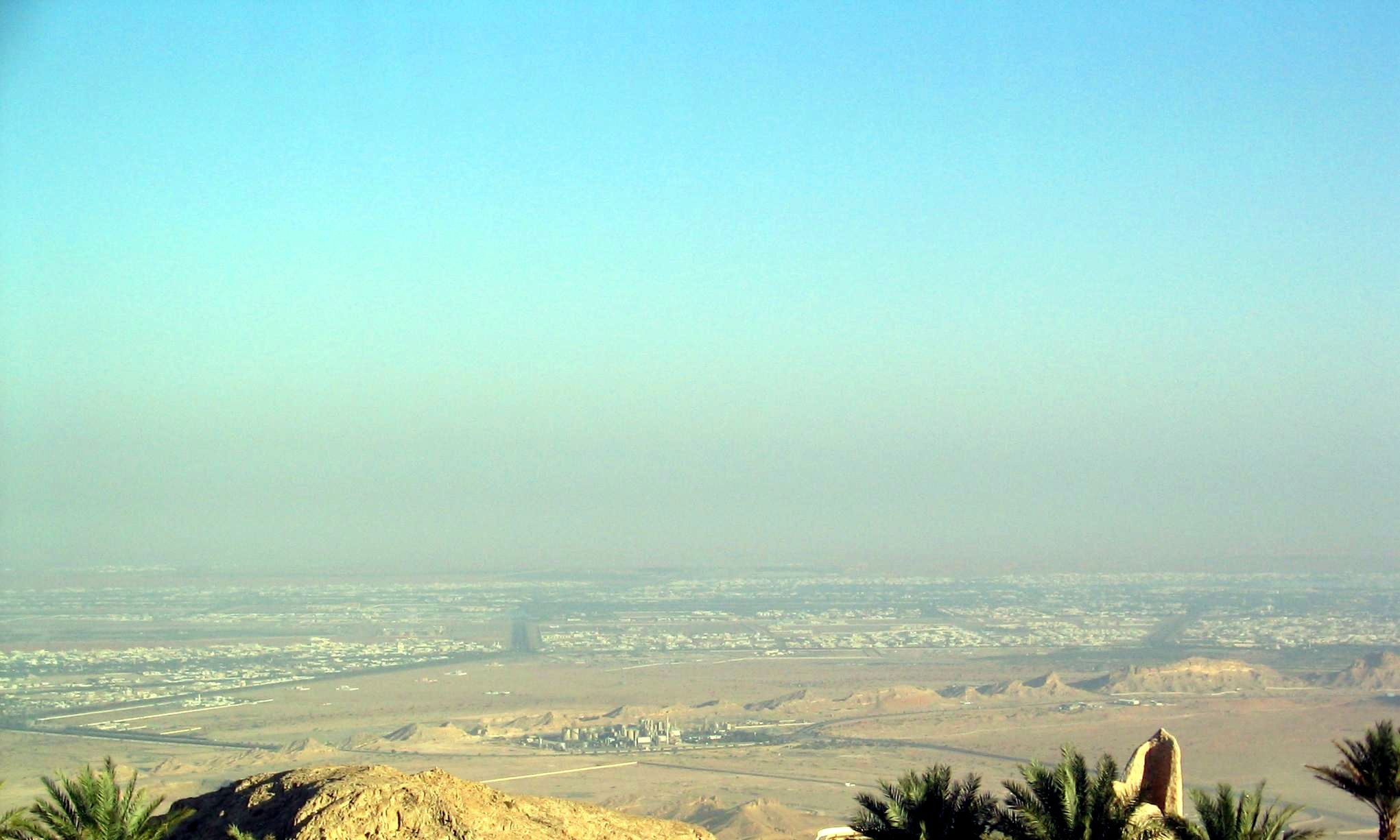
منظر مدينة العين

العين هي مدينة تابعة لإمارة أبوظبي في الإمارات العربية المتحدة، ويشتق في الأصل اسم مدينة العين من وفرة المياه العذبة في جوف الأرض لتشمل المدينة، وتقع العين على بعد 160 كم تقريباً شرق مدينة أبوظبي.
وتقع بالقرب من سلطنة عُمان. تمثل مدينة العين ثالث أكبر مدن الإمارات. يٌقدر عدد سكانها بـ1,009,735نسمة (وفقا للتقديرات الصادرة لمركز الإحصاء عام 2023). وتُوصف مدينة العين بكونها مدينة الحدائق في دولة الإمارات. لا تزال تحتفظ ببعض التقاليد السابقة كممارسة سباق الهجن وفن اليولة (العيالة). وتقوم الطرق السريعة بالربط بين العين، وأبو ظبي ودبي، بحيث يشكّلون معا مثلثًا جغرافيًا في وسط البلاد، في حين تبعد كل مدينة منهم عن المدينتين الأخريين بحوالي 150 كيلو متر تقريبًا.

## التاريخ
وتعرف هذه المنطقة تاريخًيا باسم واحة البريمي، والتي تعني ينبوع الماء ويعود تاريخ واحة البريمي إلى ثلاثة آلاف سنة ق.م وهي تعدّ مركز التراث الثقافي للبلاد. مدينة العين هي أول مكان حكمه الشيخ زايد بن سلطان آل نهيان، الرئيس الأول لدولة الإمارات العربية المتحدة. يشير اسم البريمي اليوم إلى المدينة العمانية التي كانت تشترك مع العين في منطقة حضرية واحدة. ولقد كانت العين والبريمي تتمتعان بحدود مفتوحة بينهما حتى 14 سبتمبر عام 2006 حتى أنهما كانا يُنظر إليهما باعتبارهما مدينة واحدة إلى أن قررت الحكومة الإماراتية إغلاق الحدود المفتوحة. ويستطيع المواطنون الذين يتمتعون بجنسيات دول الخليج العربي المرور من المعبر الرئيسي، في حين يتم مطالبة الأجانب بالمرور إما من معبر هيلي أو معبر «خطم الشكلة»
وتضم المنطقة عددًا هائلًا من ينابيع المياة، مما يفسر جاذبية المنطقة من حيث كونها مكانًا مناسبًا للاستقرار. كما أنها تضم مظاهرًا من التراث التقليدي القديم، بما في ذلك إقامة سباقات الجمال وتربيتها ولا تزال طرق الري التقليدية التي تقوم على نظام الأفلاج تستخدم في بعض المناطق حيث تقوم بتوزيع المياه الجوفية من خلال شبكة من الانفاق حيث تنتهي هذه الأفلاج بقنوات مفتوحة يتدفق منها الماء بصورة موجهة ومنتظمة.
توالى على حكمها في التاريخ الحديث، بعدما كان على كل منطقة فيها شيخ أو حاكم أو مندوب عن الحاكم بمختلف تلك المسميات القديمة، تولى الشيخ أحمد بن هلال الظاهري حكم إداراتها كلها، وقضاءها في نهاية القرن التاسع عشر حتى وفاته عام 1936، ثم تولى شؤونها إبراهيم بن عثمان البلوشي الذي عين والياً لمدينة العين من قبل الشيخ شخبوط بن سلطان آل نهيان.
حتى وفاة ابراهيم عام 1946، ثم تولى عبد الله بن محمد بن غنوم الهاملي فترة قصيرة، قبل أن يحكمها الشيخ زايد عام 1946، وحتى عام 1966 بعده، تولاها الشيخ خليفة بن زايد ثلاث سنوات حتى عام 1969، ثم الشيخ طحنون بن محمد حتى وفاته عام 2024.

## الجغرافيا

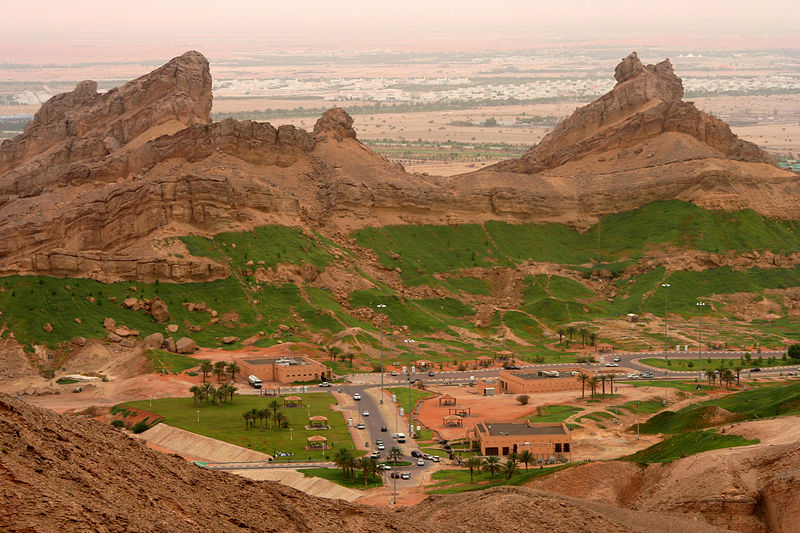
المنظر عام للمبزرة الخضراء

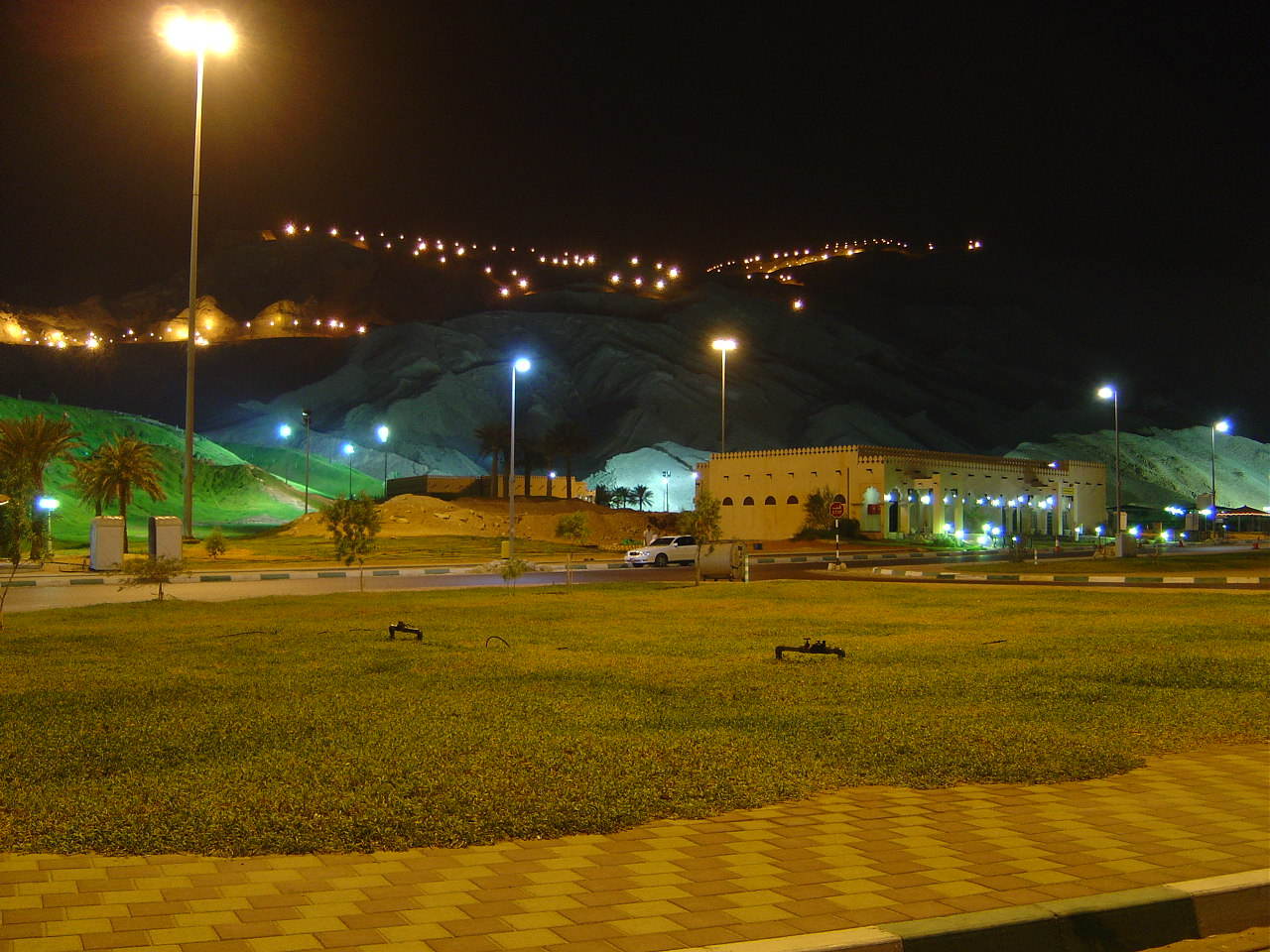
جبل حفيت في منتصف الليل

وتقع مدينة العين في الجانب الشرقي من إمارة أبو ظبي،. وتغطي منطقة العين مساحة 13,100 كيلومتر مربع تقريبا. ويحدها من الشرق سلطنة عُمان، بينما يحدها من الشمال دبي وإمارة الشارقة، في حين تحدها أبو ظبي من جهة الغرب وصحراء الربع الخالي والمملكة العربية السعودية من الجنوب. وتتمتع العين بسمات طبيعية فريدة، والتي تتنوع كلما توغلت شرقًا. يعدّ جبل حفيت واحدا من معالم مدينة العين، ويقع إلى الجنوب الشرقي ويبلغ ارتفاعه 1,300 متر. كما تحدها الكثبان الرملية التي تتنوع في طبيعتها والتي تكتسب لونها الأحمر بفعل أكسيد الحديد من جهة الشمال والشرق.

## الطقس
ويبلغ متوسط سقوط الأمطار في الصيف في حار وامطار الروايح غيوم ربيعي وصيفي مدينة العين حوالي 95 ملم، بينما يبلغ متوسط الرطوبة النسبية 60% (وفقًا للتقارير الصادرة عن جامعة الإمارات العربية المتحدة، عام 1993). إن انخفاض الرطوبة في مدينة العين وخاصة خلال الصيف يجعلها مقصدا للكثيرين في هذا التوقيت من العام. وقد جاء تصنيف بور (عام 1997) لمناخ دولة الإمارات العربية المتحدة على أنه شديد الجفاف، وقسمتها إلى أربعة مناطق مناخية: المنطقة الساحلية على طول الخليج العربي، والمناطق الجبلية في شمال شرق الإمارات العربية المتحدة، وسهول حصوية حول منطقة العين، وصحراء رملية في وسط البلاد وجنوبها. ويتزايد عواصف رعدية سقوط الأمطار وانخفاض درجة الحرارة في منطقة الشمال الشرقي بشكل أكثر مما هو عليه الحال في تكونات المحلية المناطق الجنوبية والغربية.

## العين في الوقت الحاضر

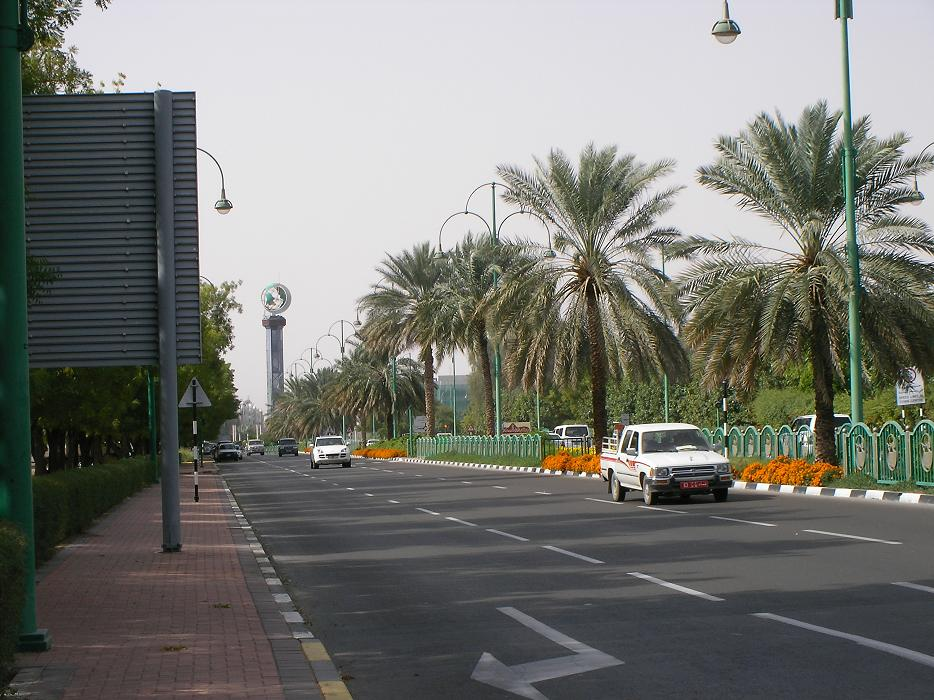
أحد الشوارع العادية في العين، حيث تشتهر المدينة بطرقها الخالية نسبيًا وبالرغم من ذلك فإن هذا يعد مصدرًا للقلق المتزايد، حيث أن عدد السكان في تزايد مستمر، والطرق لم تعد قادرة على استيعاب الزيادة في حركة المرور.

ويعيش في العين إلى جانب المواطنين الإماراتيين عدد من الجاليات العربية والآسيوية، وخاصة القادمون من شبه جزيرة الهند. كما يقطنها العديد من الباكستانين إلا أن عدد من يقطنها من الأجانب القادمين من الدول الغربية أقل من عددهم في المراكز الكبرى في أبو ظبي ودبي.
أن القواعد الرقابية الصارمة التي تطبق على المباني الحديثة، بحيث لا يتعدى المبنى سبعة طوابق، يزيد من خضرة المدينة. كما أن الاهتمام المتزايد بزيادة الرقعة الخضراء يفوق نظيره في كثير من المدن الكبرى، فالعين هي الحديقة المميزة و الكبرى في الإمارات.

## بلدية العين

مبنى بلدية العين ليلا

تعدّ بلدية العين هي الجهة المنظمة للعين والتي تقوم بالإشراف على كافة الأمور التي تخص المدينة وضواحيها.

## مناطق العين

صورة تعود لإحدى المزارع

تضم العين مناطق المدينة والمناطق البعيدة أو المعروفة باسم المنطقة الشرقية (أبوظبي) :
- منطقة البطين
- منطقة أم غافة
- منطقة النيادات
- منطقة الجاهلي
- منطقة المعترض تقع في وسط العين
- منطقة الجيمي
- منطقة الفوعة على طريق دبي
- منطقة المقام على طريق أبوظبي قرب مستشفى توام
- منطقة الصناعية جنوب المركز المدينة
- منطقة الخبيصي إلى شمال المدينة بعد الجاهلي
- منطقة الطوية بجانب الجيمي شمال غربي المعترض
- منطقة فلج هزاع إلى الغرب على طريق المبزرة الخضراء
- منطقة المرخانية إلى الغرب من المعترض
- منطقة المربعة نهاية الشارع العام منطقة العين مول في وسط المدينة
- منطقة الكويتات ضمن وسط المدينة قرب الحدود مع البريمي / سلطنة عمان منطقة المضيف
- منطقة مزيد في الجنوب الشرقي من المدينة
- منطقة الصاروج في غرب وسط المدينة
- منطقة البصرة حول دوار الديوان
- منطقة المناصير
- منطقة المسعودي إلى الشمال بعد القطارة
- منطقة هيلي على طريق دبي إلى الشمال بعد القطارة
- منطقة توام
- منطقة النباغ
- منطفة أبوسمرة - طريق العين أبوظبي
- منطقة زاخر - جنوب المدينة قبل العين الفايضة
- منطقة شعاب الاشخر
- منطقة الهير على طريق دبي تبعد عن العين 60 كيلو متر تقريبا
- منطقة سويحان
- مدينة ناهل
- منطقة اليحر (الشمالية والجنوبية) على طريقة أبوظبي تبعد حوالي 29 كيلو متر تقريبا
- منطقة الظاهر
- منطقة نعمة إلى الجنوب من المدينة بين زاخر والعين الفايضة
- منطقة شعيبة في الجنوب الغربي إلى الغرب من زاخر
- منطقة رملة زاخر
- منطقة الوقن إلى الجنوب بعد الظاهرة
- منطقة رماح
- منطقة المريجيب في شمال المدينة بين القطارة والمسعودي
- منطقة الدهماء في شمال غرب المدينة بعد المرخانية وتقع قرب مطار العين الدولي
- منطقة عشارج على طريق أبوظبي بعد المويجعي وقبل المقام
- منطقة العقابية منطقة دوار زاخر جنوب غرب المدينة
- منطقة الشويب
- منطقة الخرير بعد الصاروج في جنوب شرق المدينة
- منطقة الدفاع بجانب الخرير
- منطقة السلامات على طريق أبوظبي قبل اليحر
- منطقة الظاهرة إلى الجنوب من المدينة بعد نعمه والعين الفايضة وقبل الوقن
- منطقة القوع إلى الجنوب بعد الوقن

(المسافات والجهات هي تقريبية من خارطة للمدينة صادرة عن أحد الدوائر الرسمية)
- انظر: المنطقة الشرقية (أبوظبي)

## المركز الإداري
يعد المركز الإداري في مدينة العين العصب الرئيسي لعمل المدينة من وافدين ومقيمين ومواطنين تضم معظم الهيئات والإدارات ومبنى البلدية وهيئة الإمارات للهوية وشركة العين للتوزيع ومجمع المحاكم ومجلس أبو ظبي للتعليم ومبانٍ إدارية أخرى.

## السياحة والاستجمام
يتم تطوير العين باعتبارها مكان يقصده السائحون. فبالرغم من أنها تسجل درجات الحرارة الأعلى في الصيف في البلاد، إلا أن هواء الصحراء الجاف يجعلها ملاذ ألطف مما هو عليه الحال في المدن الكبرى التي تعاني من الرطوبة الساحلية. مما يجعلها مكان مناسب لقضاء عطلة نهاية الأسبوع للعائلات القادمة من العاصمة. ومما تتميز به العين أنها تضم متحف العين الوطني، متحف قصر العين، وقصر المويجعي والعديد من الحصون التي تم ترميمها، وموقع هيلي الأثري، الذي يعود تاريخه إلى العصر البروونزي. أما جبل حفيت، فهو جبل يبلغ ارتفاعه 1240 متر ويُطل على المنطقة المحيطة. حيث تعدّ زيارة ينابيع المياة المعدنية تحت سفح هذا الجبل في (مبزرة الخضراء) من أهم المزارات السياحية في المدينة، أما القيادة إلى قمة جبل حفيت لرؤية غروب الشمس فهو من أجمل ما يمكن أن تمتع ناظريك به في مدينة العين. ومما تتميز به المدينة أيضا أنها تضم واحة العين في وسط المدينة وغيرها من الواحات المنتشرة في أنحاء المنطقة، وتتميز أيضا بالمنتجعات الباردة في خضم حرارة الصيف، وتضم أيضا حديقة حيوانات العين ورحلة سفاري وكذلك مركز الشيخ زايد لعلوم الصحراء، ومدينة الألعاب الهيلي تسمى «مدينة المرح»، إضافة إلى العديد من المنتزهات الخاضعة للصيانة، وهي الأكثر شعبية لدى الأسر في أمسيات الصيف، بالإضافة إلى قرية التراث. ومن مراكز الجذب السياحي الأخرى «الحديقة المركزية» والتي تسمى حاضراً بحديقة الجاهلي، فهي إحدى مناطق الجذب السياحي الكبرى.
وتضم المدينة:
- رابطة كرة القدم المتألق (سوكير)،
- نادي العين لكرة القدم
- استاد هزاع بن زايد

## الواحات

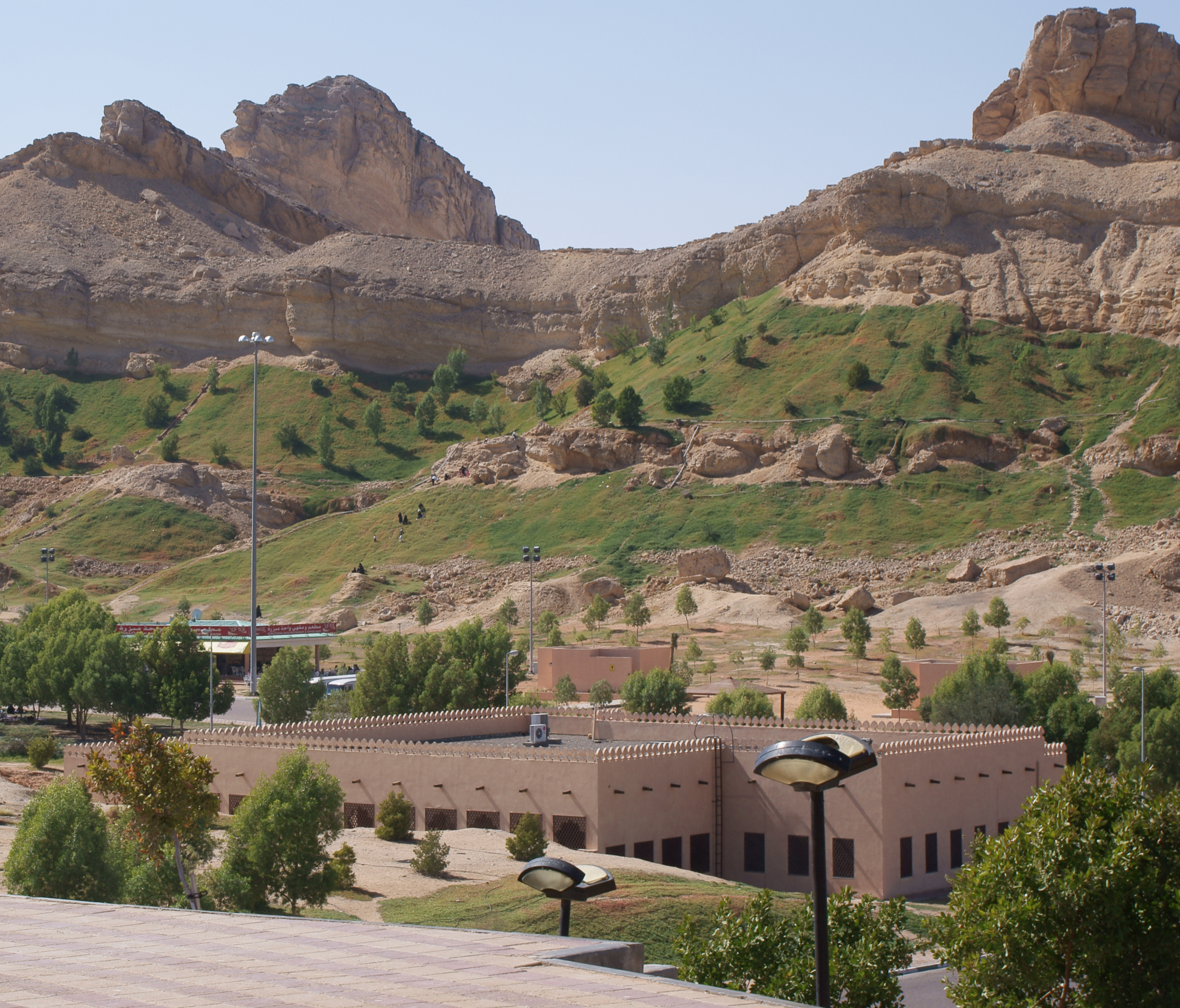
المبزرة الخضراء: وهي منتجع شهير في مدينة العين تقضي فيه العائلات من جميع أنحاء القطر عطلة نهاية الأسبوع

وتشتهر العين بنظام الري الجوفي «الأفلاج» والذي يقوم على جلب المياه من الآبار لري وسقاية المزارع وأشجار النخيل. ويعدّ نظام «الأفلاج» أحد أنظمة الري التقليدية والتي يعود تاريخها إلى آلاف السنين ويستخدم على نطاق واسع في سلطنة عمان والإمارات العربية المتحدة والصين وإيران وبلدان أخرى كثيرة. وتضم العين 7 الواحات؛ وتعدّ واحة العين هي أكبر هذه الواحات وهي تقع إلى الجنوب من وسط المدينة مباشرة، أما أصغر هذه الواحات فهي واحة الجاهلي. أما باقي هذه الواحات فهي: القطّارة، والمعترض، والجيمي، والمويجعي، وواحة هيلي.

## التجارة والصناعة
تعدّ العين مركز خدمات هام لمنطقة ذات نطاق واسع تمتد حتى سلطنة عمان. ويوجد في العين عدة مراكز كبيرة للتسوق وهي:
- مركز العين للتسوق - العين مول
- مركز الجيمي للتسوق - الجيمي مول
- مركز البوادي للتسوق - البوادي مول - (الذي تم افتتاحه في 2009 في منطقة مِزْيَد)
- الفوعة مول - في منطقة الفوعة
- براري أوتليت مول
- الهيلي مول
- واحة هيلي مول
- رمال مول قرب الصناعية مقابل مبنى الاتصالات
- لولو هايبر ماركت المنتشرة بعدة فروعه
- أسواق كارفور بعدة فروعه
- أسواق الزعفرانة في منطقة الخبيصي
- أسواق هدايا العين المنتشره في العين بفروعها الصناعية/قرب اتصالات
- أسواق زهرة العين في الجيمي بجانب أسواق السفير
- أسواق الرفاه للهدايا
- جمعية العين بفروعها المنتشرة

## التسويق الإعلاني
نظرا للجحم الاقتصادي الكبير والوجود للأسواق والمحال التجارية التي تساعد على وجود أساليب التسويق الإعلاني والتي أبرزها الصحف الإعلانية والمجلات الإعلانية واللوحات الإعلانية والتي تكون في العين بشكل خاص أو في أبوظبي ولكنها يتم توزيعها بالعين أيضا ومن تلك الوسائل الإعلانية المجانية:* جريدة الوسيط العين الاسبوعيه
- جريدة الوسيط الإسبوعية
- جريدة الإعلانية الإسبوعية
- جريدة مزايا الإسبوعية في العين
- مجلة مزايا في أبوظبي ويتم توزيعها بالمولات على طاولات مخصص
- مجلة المصدر the source وهي مجلة تصدر كل إسبوعين إعلانية ثقافية يتم نشر بعض المقالات عن العين أو مواضيع عامة إلى جانب الإعلانات[6]
- مجلة my oaisis living وهي مجلة شهرية تتحدث عن العين وما فيها
- جريدة kabayan الإسبوعية المجانية باللغة الإنجليزية

## الأسواق الشعبية
بالإضافة إلى الأسواق الكبيرة يوجد أسواق شعبية مثل سوق شعبي مشهور بقدمة يسمى سوق الغزلان حيث توجد به بعض المحلات الشعبية التي تلبي الاحتياجات ويقع قرب دوار الغزلان.
كما توجد الأسواق التقليدية لبيع الخضروات والفاكهة والماشية. وقد شهدت الصناعة تطوراً، إلا أنه ما زال على نطاق ضيق، ويتضمن ذلك
- مصنعًا لتعبئة الكوكاكولا
- وآخر لتصنيع الإسمنت.

وتتوطن الصناعات الخدمية مثل بيع السيارات، والصناعات اليدوية، والأمور الحرفية الأخرى في منطقة تعرف بالصناعية.
وتشمل البنية التحتية الاجتماعية والحكومية جامعة الإمارات العربية، والمعهد العالي للتكنولوجيا، وجامعة أبو ظبي (فرع العين) وكلية فاطمة للعلوم الصحية، والمرافق الطبية المجهزة تجهيزًا جيدًا، بما في ذلك المستشفى التعليمي في توام، بالإضافة إلى ذلك توجد مناطق التدريب العسكري، ومطار العين الدولي.

## التعليم
ويوجد في العين كبرى الجامعات في دولة الإمارات العربية المتحدة وذلك بسبب موقعها المتوسط بين جميع الإمارات، وهي
- جامعة الإمارت العربية المتحدة،
- بالإضافة إلى فرعين من فروع المعهد العالي للتكنولوجيا.
- وهناك المعاهد الخاصة للتعليم العالي، وهي تشمل
- جامعة العين للعلوم والتكنولوجيا،
- وجامعة أبوظبي (فرع العين).
- كلية الخوارزمي فرع العين
- كلية السيسكومس (فرع العين)

كما يوجد العديد من المراكز التدريبية في العين.

## المدارس
وهناك في العين العديد من المدارس الخاصة، التي تم إنشاؤها خصيصًا بشكل أساسي لتفي باحتياجات الجاليات الأجنبية، وهي تقع في منطقة المناصير. وتشمل هذه المدارس
- فرعًا من مدرسة الشويفات الدولية
- ومدرسة الظفرة الخاصة،
- ومدرسة ليوا الدولية،
- والمدرسة الباكستانية الإسلامية الثانوية
- ومعهد التكنولوجيا التطبيقية،
- مدرسة العين للغات (اللغة الإنجليزية).
- مدرسة برايتن كوليدج
- مدرسة العين الدولية وهي إحدى مدارس أكاديميات الدار.
- ومن المدارس الخاصة أيضا مدرسة العين الابتدائية. وتتضمن المدارس التابعة المجلس المركزي للتعليم الثانوي (CBSE).

مبنى مستشفى عين الخليج في العين

- مستشفى توام، وهو مستشفى للتدريب وإقامة الأبحاث تابع لجامعة الإمارت العربية المتحدة. وقد تم افتتاحه رسميا في السابع عشر من ديسمبر لعام 1979. وقد تولت مستشفى جون هوبكينز (جون هوبكينز الطبية الدولية)(JHMI) إدارة مستشفى التوام في مارس 2006
- ويعدّ مستشفى العين (واختصاره: AAH ويُعرف أيضا بمستشفى الجيمي) مستشفى عام يوفر الخدمات الطبية لكافة المرضى في مدينة العين دون النظر إلى جنسياتهم، ويعد تابعا أيضا لجامعة الإمارات العربية المتحدة، وبالإضافة إلى مبناه القديم منذ السبعينات من القرن الماضي، تم إضافة مبنى جديد مجهز بأحدث الأجهزة والاحتياجات. ويضم مستشفى العين 450 حوالي سريرًا في الوقت الحالي، تغطي كافة التخصصات الطبية. وقد تولت كلية الطب بجامعة فيينا الدولية  إدارة مستشفى العين في سبتمبر 2007.
- مستشفى النور ميدكلينك
- مستشفى nmc
- مستشفى عين الخليج
- مستشفى الواحة
- مستشفى ميديور

## الفنادق
- فندق إيلا في منطقة المعترض

فندق روتانا العين قرب حديقة الجاهلي

- فندق روتانا العين مقابل حديقة الجاهلي
- فندق دانات العين
- فندق إيلا البوادي بجانب البوادي مول
- فندق الهيلتون العين في منطقة الصاروج
- فندق ميركوري.. أعلى جبل حفيت وهو أعلى فندق في الإمارات العربية المتحدة
- فندق إيلا، مقابل العين مول
- فندق ون تو ون one to one في العين الفايضة قرب المبزرة
- فندق ريحانة الهيلي التابع لسلسلة فنادق روتانا العين
- فندق سيتي سيزون city seasons hotel (الفصول الأربعة) ويقع قرب دوار الديوان
- شقق الماسة الفندقية المنتشرة بعدة مناطق في الشارع العام وقرب بلدية العين

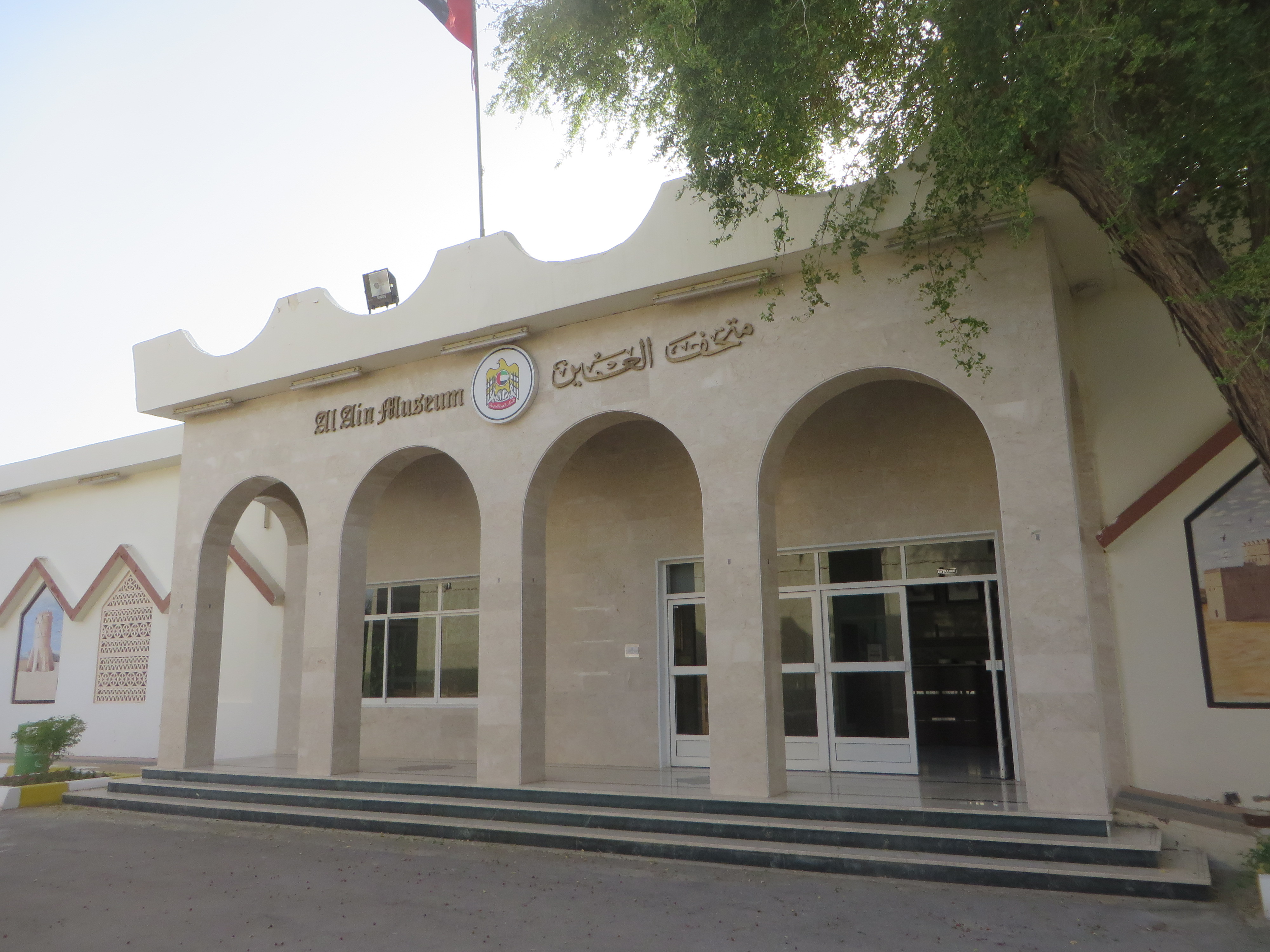
متحف العين الوطني

## المتاحف
- متحف صور الشيخ زايد في منطقة العين الفايضة
- متحف العين الوطني
- متحف قصر العين بجانب الشارع العام
- حديقة الهيلي الأثرية في منطقة الهيلي
- متحف قصر المويجعي بجانب دوار الديوان

## الحدائق

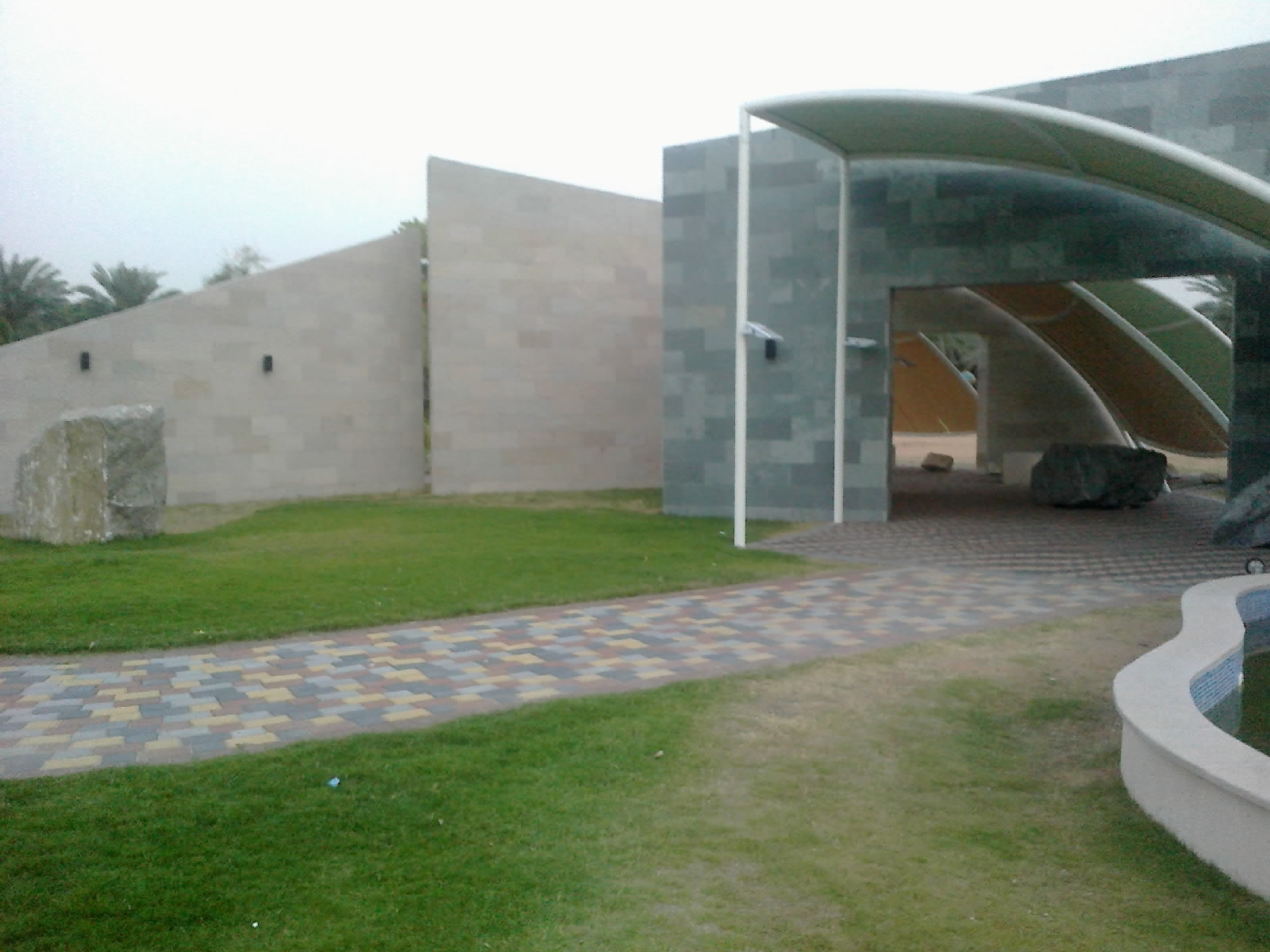
الحديقة الجيولوجية داخل حديقة الجاهلي في مدينة العين

و يطلق على العين «مدينة الحدائق في الخليج» نظراً لكثرة الواحات والحدائق والطرق المحفوفة بالأشجار والممرات المزينة التي تحفل بها المدينة، وتضم العين أكثر من 71 حديقة منتشرة في جميع مناطقها، وتعد تلك الحدائق متنفساً اجتماعياً مهماً على مدى أيام السنة ومن هده الحدائق
- حديقة الجاهلي في منطقة الجاهلي
- حديقة الوادي في شارع المدارس
- حديقة البصرة قرب دوار الديوان
- حديقة خطم الشكلة في الصاروج
- حديقة الطوية
- العين براديس في منطقة زاخر
- حديقة المريجيب
- حديقة السليمات

## الشوارع
تمتاز العين بشبكة من الشوارع والطرق الجميلة والتي تتميز بالتنظيم والاتساع وأيضاً بوجود مصفات كثيرة للسيارات في المدينة والعين بشكل عام.
ومن الشوارع المعروفة والمهمة بالعين
1. الشارع العام
2. شارع خليفة
3. شارع عود التوبة
4. شارع المدارس قرب حديقة الوادي

## أماكن ترفيهية

أحد الاماكن الخضرا في المبزرة الخضرا

- منتزه جبل حفيت الصحراوي
- نادي العين الرياضي
- نادي العين للثقافة والشطرنج
- وادي ادفنتشر وادي المغامرة
- المبزرة الخضراء
- العين الفايضة
- نادي الفروسية والرماية
- نادي العين للهواة
- حديقة حيوانات العين

## الرياضة والثقافة والفنون

### المكتبات الجامعية
- مكتبة زايد المركزية وتخدم كل الطلبة وأعضاء هيئة التدريس مع جدول زمني منفصل للطلبة والطالبات بالإضافة إلى فئات المجتمع الأخرى.
- مكتبة العلوم الإنسانية للطالبات – المقام.
- مكتبة العلوم التطبيقية للطالبات – المقام.
- مكتبة كلية البنين بالمويجعي.
- مكتبة كليات البنين بالجيمي.
- مكتبة المعهد الإسلامي للبنين.
- مكتبة نادي تراث الإمارات

### مراكز ثقافية

حديقة الجاهلي ويظهر بالخلف ستاربكس الذي يقع بجانبها

- مركز الشيخ محمد بن خالد آل نهيان الثقافي صرح من صروح العلم والثقافة التي تنعم بها مدينة العين الخضراء منذ تأسيسه عام 2000م. يحظى برعاية ودعم من سمو الشيخة د. شما بنت محمد بن خالد آل نهيان ولأن التعليم والثقافة شأن مجتمعي فقد جعل محوره الاستراتيجي هو: (التطوع محفز للثقافة والمعرفة) ومن هنا بدأت رسالته بالمساهمة في المشاركة المجتمعية كقاعدة ارتكاز لرؤيته ورسالته لكافة الفئات والجنسيات مساهمةً في التطور المعرفي والنمو الثقافي والحضاري والتقدم التكنولوجي حتى يتمكن أفراد المجتمع من التنافس في عالم الاقتصاد المعاصر ومواجهة العولمة بكافة أساليبها.
  - رؤية المركز: الـمشاركة الفاعلة في بناء ثقافة العمل التطوعي القادرة على تشكيل وجدان المواطن القادر على المشاركة الإيجابية في بناء الحاضر وصياغة المستقبل... بروح التطوع نبني... لوطن الخير نعطي... لتكامل وعطاء نجني
  - شعار المركز: نحو اجتماعية وثقافة واعية[7]
- مسرح البلدية
- ملتقى أسرة الجامعة
- جمعية أصدقاء النخلة
- جمعية أصدقاء البيئة
- نادي تراث الإمارات
- أندية الجاليات مثل الجمعية الأردنية في مدينة العين[8] والنادي السوداني وغيرها

وفيها يُقام المهرجان الرئيسي للموسيقى التقليدية

### مناطق ثقافية
واحة العين
سوق الجمال في مدينة العين.

### مباني أثرية

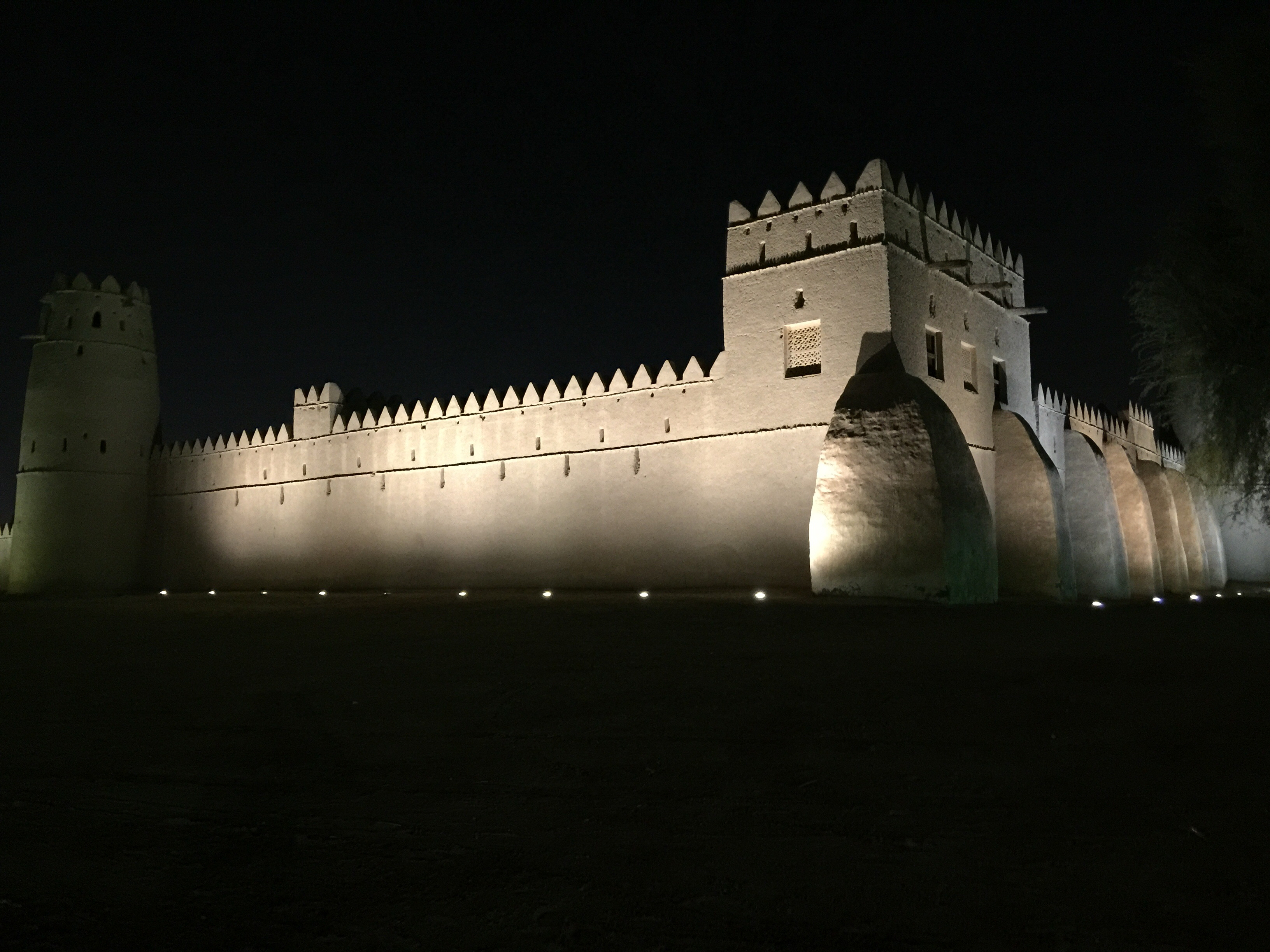
قلعة الجاهلي قرب حديقة الجاهلي بالعين

- الحصن الشرقي[9]
- قلعة الجاهلي[9]
- قلعة مزيد[9]
- قلعة زاخر[9]
- قصر العين[10]
- حصن المريجيب[9]

### نادي العين الثقافي الرياضي
انظر مجلس أبوظبي الرياضي
وتعدّ مدينة العين هي المدينة التي ينتمي إليها نادي العين لكرة القدم وهو من أفضل أندية كرة القدم في الإمارات العربية المتحدة، ويعدّ واحدًا من أفضل الأندية في قارة آسيا، حيث أنه حصل على العديد من الألقاب والبطولات في إطار قارة آسيا.
كما يوجد في المدينة أيضا نادي العين للألعاب الرياضية والذي يضم كرة يد وكرة طائرة وكرة سلة وألعاب فردية أخرى كالسباحة وألعاب القوى وغيرها.

### ملعب هزاع بن زايد
تم افتتاح ملعب هزاع بن زايد في النصف الثاني من عام 2014 وكانت مباراة الافتتاح للملعب بين نادي العين ونادي مانشيستر سيتي وهو بمنطقة الطوية

### نادي العين للهواة
ويشمل الرياضات التالية: الطيران اللاسلكي، والسيارات اللاسلكية، والكارتينغ، والدراج ريس، واستعراض الدراجات النارية، والسيارات، والألعاب الفكرية، والفروسية، والكريكت، والقفز المظلي، وكرة القدم، كرة الطائرة، والرماية بالألوان. ويقيم النادي عدة بطولات خلال السنة، كما يشارك في بطولة العين الدولية للاستعراضات الجوية.

### حديقة ألعاب الهيلي
موقع هيلي الأثري

## وصلات خارجية
- موقع بلدية مدينة العين
- المباني التاريخية
- عمادة المكتبات الجامعية
- العين مدينة الحدائق
- نادي العين للهواة